# Campeonato Regional de Fútbol de Maio
El Campeonato Regional de Fútbol de Maio es una liga de fútbol de la isla de Maio de Cabo Verde, organizada por la Asociación Regional de Fútbol de Maio. Los partidos son jugados en el estadio Municipal 20 de Janeiro.
El torneo se juega siguiendo un sistema de liga, los siete equipos se enfrentan todos contra todos en dos ocasiones, una como local y otra como visitante, sumando un total de 14 jornadas. El campeón de la competición tiene derecho a participar en el Campeonato Caboverdiano de Fútbol, quien termina en última posición desciende a la segunda división de la isla.
La segunda división se creó en la temporada 2015-16 y está compuesta por cuatro equipos en la que juegan con tres vueltas haciendo un total de nueve jornadas. El campeón de la segunda división asciende a la primera división de la isla de Maio

## Palmarés

### Por año[1]
| - 1993-94 : Académico 83 - 1994-95 : Académico 83 - 1995-96 : Onze Unidos - 1996-97 : Beira-Mar - 1997-98 : Académico 83 - 1998-99 : Onze Unidos - 1999-00 : Académico 83 - 2000-01 : Onze Unidos - 2001-02 : Onze Unidos | - 2002-03 : Onze Unidos - 2003-04 : Onze Unidos - 2004-05 : Onze Unidos - 2005-06 : Barreirense - 2006-07 : Académica da Calheta - 2007-08 : Académica da Calheta - 2008-09 : Onze Unidos - 2009-10 : Barreirense | - 2010-11 : Onze Unidos - 2011-12 : Académico 83 - 2012-13 : Académico 83 - 2013-14 : Académica da Calheta - 2014-15 : Académico 83 - 2015-16 : Académico 83 - 2016-17 : Onze Unidos - 2017-18 : Barreirense |

### Por club
| Club                 | Títulos | Años de los títulos                                                                       |
| -------------------- | ------- | ----------------------------------------------------------------------------------------- |
| Onze Unidos          | 10      | 1995-96, 1998-99, 2000-01, 2001-02, 2002-03, 2003-04, 2004-05, 2008-09, 2010-11 y 2016-17 |
| Académico 83         | 8       | 1993-94, 1994-95, 1997-98, 1999-00, 2010-11, 2011-12, 2014-15 y 2015-16                   |
| Académica da Calheta | 3       | 2006-07, 2007-08 y 2013-14                                                                |
| Barreirense          | 3       | 2005-06, 2009-10 y 2017-18                                                                |
| Beira-Mar            | 1       | 1996-97                                                                                   |